# Matilde Fernández Sanz
Matilde Fernández Sanz (Madrid, Espanya, 1950) és una política espanyola que fou Ministra d'Assumptes Socials entre 1986 i 1993.

## Biografia
Va néixer el 24 de gener de 1950 a la ciutat de Madrid. Va estudiar filosofia i lletres a la Universitat Complutense de Madrid, especialitzant-se posteriorment en psicologia industrial.

## Activitat política
Membre de la UGT des de 1974 en la clandestinitat a la dictadura franquista va desenvolupar la major part del seu treball en l'àmbit sindical, arribant a esdevenir Secretària General de la Federació Estatal d'Indústries Químiques i Energètiques d'UGT des de la seva legalització el 1977 fins al 1988.
Membre del Partit Socialista Obrer Espanyol (PSOE) l'any 1973, entre 1984 i 1997 va ser membre de la Comissió Executiva Federal del PSOE, mantenint des de 1984 el seu lloc com integrant del Comitè Federal. En l'Executiva va assumir la Secretaria de la Dona i va tenir un paper clau perquè al gener de 1988 en el XXXI Congrés del PSOE s'aprovés un sistema de quotes de representació de dones en un percentatge no inferior al 25% per a tots els òrgans de direcció del partit en tots els seus nivells. L'obligació es convertia en voluntat per a l'elaboració de les llistes electorals i així es va plasmar en els estatuts del partit.
El juliol del 1988 va formar part del quart gabinet de govern de Felipe González (1988-1993). El seu nomenament com a Ministra d'Assumptes Socials i el de Rosa Conde com a portaveu del govern va suposar la incorporació per primera vegada de dones en un govern socialista presidit per González.
Fou escollida diputada al Congrés per Cantàbria en les eleccions generals de 1989, repetint aquest escó en les eleccions de 1993 i 1996. En la formació del seu segon govern Felipe González creà l'any 1986 el Ministeri d'Assumptes Socials, sent Fernández l'escollida per ser-ne la titular, i ocupant aquest càrrec fins al 1993.
Després d'abandonar el govern va ser escollida regidora de l'ajuntament de Madrid l'any 1999, mantenint la seva acta de regidora fins al 2003. Fou representant espanyola en el Consell d'Europa i Vicepresident de la Internacional Socialista de Dones. Posteriorment ha estat diputada autonòmica de l'Assemblea de Madrid (2003 - 2015) i senadora per la Comunitat de Madrid (2008 - 2011).
Des de 2007 forma part de la junta directiva del Comitè espanyol d'ACNUR, organització que presideix des de 2017 i de la qual ha estat també vicepresidenta.